# Ben Anklam
Benjamin James „Ben“ Anklam ist ein US-amerikanischer Schauspieler, Drehbuchautor und Filmschaffender.

## Leben
An der Palm Beach Atlantic University-West Palm Beach erhielt Anklam seinen Bachelor-Abschluss in den Fächern Kinematographie und Filmproduktion. Anschließend besuchte er das Los Angeles Film Studies Center.
Bereits 1998 debütierte er in der Rolle des Constable Brenchley im Fernsehfilm The Cater Street Hangman als Schauspieler. Nach mehrjähriger Pause vom Filmschauspiel, war Anklam 2010 im Kurzfilm Animus zu sehen. In den nächsten Jahren erhielt er neben Episodenrollen in Fernsehserien und -dokuserien wie Killer-Paare – Tödliches Verlangen, 1000 Wege, ins Gras zu beißen und Big Time Rush Rollen in vom Filmstudio The Asylum produzierten Filme. So mimte er 2012 kleinere Rollen im Tierhorrorfilm 2-Headed Shark Attack und dem Actionfilm Flight 23 – Air Crash oder im Folgejahr die größere Rolle des Corporal C.J. Parkins im Fernsehfilm Battledogs und eine Nebenrolle in Age of Dinosaurs – Terror in L.A. Von 2013 bis 2018 war er in der wiederkehrenden Rolle des Nerds Clarence in der Fernsehserie Adopted zu sehen. Danach wirkte er als Episodendarsteller in den Fernsehserien Mighty Med – Wir heilen Helden, Dream Center, Deadly Sins – Du sollst nicht töten und Legends & Lies mit, ehe er ab 2019 überwiegend in Kurzfilmproduktionen mitspielte.
Seit Mitte der 2010 fungierte Anklam in einer Reihe von Kurzfilmen als Drehbuchautor, Filmproduzent und Filmregisseur.

## Filmografie (Auswahl)

### Schauspiel
- 1998: The Cater Street Hangman (Fernsehfilm)
- 2010: Animus (Kurzfilm)
- 2011: Killer-Paare – Tödliches Verlangen (Wicked Attraction, Fernsehdokuserie, Episode 4x02)
- 2011: The Remnant (Kurzfilm)
- 2012: 2-Headed Shark Attack
- 2012: 1000 Wege, ins Gras zu beißen (1000 Ways to Die, Fernsehdokuserie, Episode 6x02)
- 2012: Flight 23 – Air Crash (Air Collision)
- 2012: Big Time Rush (Fernsehserie, Episode 3x01)
- 2013: Battledogs (Fernsehfilm)
- 2013: Age of Dinosaurs – Terror in L.A. (Age of Dinosaurs)
- 2013: The Bell Witch Haunting
- 2013–2018: Adopted (Fernsehserie, 8 Episoden)
- 2014: Dream Wife (Kurzfilm)
- 2014: Mighty Med – Wir heilen Helden (Mighty Med, Fernsehserie, Episode 1x15)
- 2015: A Man Called Death (Kurzfilm)
- 2017: House Party (Kurzfilm)
- 2017: Dream Center (Fernsehdokuserie, Episode 1x11)
- 2017: Deadly Sins – Du sollst nicht töten (Deadly Sins, Fernsehdokuserie, Episode 6x10)
- 2018: Legends & Lies (Fernsehdokuserie, 2 Episoden)
- 2018: One Way Ticket (Kurzfilm)
- 2019: I Love You
- 2019: Kenobi: A Star Wars Fan Film (Kurzfilm)
- 2020: In Media Res: Run (Kurzfilm)
- 2021: Choosing to be an American People (Kurzfilm)

### Drehbuch
- 2016: Earthquake/Terremoto (Kurzfilm)
- 2016: Abyss (Kurzfilm)
- 2016: A Pirate’s Tale (Kurzfilm)
- 2016: Wanted (Kurzfilm)
- 2016: No Greater Love (Kurzfilm)
- 2016: Star Wars: Rivals (a Fan Film) (Kurzfilm)
- 2017: Buried (Kurzfilm)
- 2018: One Way Ticket (Kurzfilm)
- 2022: Mimetic (Kurzfilm)
- 2023: Outpost (Kurzfilm)

### Filmschaffender
- 2016: Star Wars: Rivals (a Fan Film) (Kurzfilm; Regie)
- 2016: Ladylike (Kurzfilm; Regie)
- 2017: Buried (Kurzfilm; Regie)
- 2018: Adopted (Fernsehserie, Episode 2x11; Produktion)
- 2022: Mimetic (Kurzfilm; Regie, Produktion)
- 2023: Outpost (Kurzfilm; Regie, Produktion)